# Оскар Шиндлер
Оскар Шиндлер (Свитави, Аустроугарска, 28. април 1908 — Хилдесхајм, Западна Немачка, 9. октобар 1974) је био немачки предузетник и члан Нацистичке партије који је заслужан за спашавање више од 1.100 Јевреја током холокауста. Шиндлер је запошљавао Јевреје у својим фабрикама које су се налазиле на територијама данашње Пољске и Чешке. О његовој улози у спашавању Јевреја говори роман Шиндлерова арка, као и филм Стивена Спилберга Шиндлерова листа који је снимљен према роману.
Шиндлер је умро 9. октобра 1974. Сахрањен је на католичком гробљу на Сионској гори, и једини је члан Нацистичке партије коме је указана та почаст.

## Детињство и младост
Шиндлер је рођен 28. априла 1908. у породици судетских Немаца у Свитавију у Моравској (тадашња Аустроугарска). Његови родитељи, Ханс Шиндлер и Франциска Лусер, развели су се када је имао 27 година. Оскар је увек био веома близак са својом млађом сестром Елфриде. Иако је био католик, био је индиферентан према религији, мада је се никада није формално одрекао. После школе је радио као продавац.
Дана 6. марта 1928, Шиндлер је оженио Емили Пелцл, кћерку богатог немачког фармера из Малетина. Као побожна католикиња, Емили је већину свог образовања стекла у оближњем манастиру. Током Велике депресије, Шиндлер је мењао посао неколико пута. Покушавао је и да покрене властити бизнис, али је сваки пут банкротирао. Године 1935, придружио се сепаратистичкој Судетонемачкој странци. Иако је званично био држављанин Чехословачке, Шиндлер је постао шпијун за Абвер, на чијем се челу тада налазио адмирал Вилхелм Канарис. У јулу 1938, осуђен је за шпијунажу и затворен, али је након Минхенског споразума пуштен на слободу као политички затвореник. Шиндлер се придружио Нацистичкој партији 1939. Један извор тврди да је наставио да ради за Абвер и да је припремао терен за инвазију Немачке на Пољску, 1. септембра 1939.

## Други светски рат
Шиндлер је био један од многих предузетника који су желели да профитирају од немачке инвазије на Пољску 1939. Стекао је власништво над једном фабриком у Кракову која је претходно била у стечају а звала се Pierwsza Małopolska Fabryka Naczyń Emaliowanych i Wyrobów Blaszanych "Rekord". Шиндлер је фабрику преименовао у Deutsche Emaillewaren-Fabrik. Уз помоћ свог јеврејског рачуновође који је говорио немачки Јицака Штерна, Шиндлер је добио око 1.000 јеврејских радника за принудни рад у фабрици.
Шиндлер је постао уважени гост на забавама нацистичке СС елите, и често је разговарао са високорангираним СС официрима. Могуће је да је у почетку Шиндлер био мотивисан зарадом, јер је јеврејски рад коштао мање, али је касније почео штитити своје раднике без обзира на цену. Тако би, на пример, тврдио да је одређени неквалификовани радник од суштинског значаја за фабрику.
Док је сведочио једној рацији из 1943. у Краковском гету, током које су војници окружили становништво с циљем отпремања у концентрациони логор Плашув, Шиндлер је био згрожен убиствима многих Јевреја који су радили за њега. Како је био веома способан и убедљив, након рације је све више користио своје вештине како би заштитио своје „Schindlerjuden“ или „Шиндлерове Јевреје“, како су касније названи. Шиндлер се на свој начин бринуо о Јеврејима који су радили у његовој фабрици, често се ослањајући на свој легендарни шарм и додворавајући начин комуникације како би помогао својим радницима да изађу из тешких ситуација. Једном су, како тврди аутор Ерик Силвер у књизи The Book of the Just, два човека из Гестапоа дошли у његову канцеларију и захтевали од њега да им преда петочлану породицу која је имала фалсификована пољска лична документа. Силвер даље цитира Шиндлера који је рекао: „Три сата након што су ушла, два пијана човека из Гестапоа напустила су моју канцеларију без заробљеника и без инкриминишућих докумената које су тражили“. Посебан статус његове фабрике („бизнис од суштинске важности за ратне напоре“) постао је одлучујући фактор у Шиндлеровим напорима да подржи своје јеврејске раднике. Кад год је „Шиндлеровим Јеврејима“ прећено депортацијом, он је успевао да их спаси. Жене, деца, па чак и хендикепирана лица постали су преко потребни механичари и металски радници.
У самој фабрици, према јеврејским радницима се добро поступало, без викања, злостављања и убистава која су се дешавала у оближњем логору Плашув. Јевреји су се свакодневно могли молити, а ноћу су се окупљали како би изучавали Хумаш и размењивали поуке из Торе. На крају Шабата, радници су се окупљали и певали песме, читали текст из Торе, и причали приче о праведницима из јеврејске историје.
Шиндлер је хапшен три пута због сумње да се бавио препродајом на црном тржишту, за саучесништво у проневери, као и за кршење Нирнбершких закона јер је пољубио јеврејску девојчицу. Амон Гот, командант логора Плашув и други СС стражари узимали су имовину Јевреја (као што су новац, накит, и уметничка дела) за себе, иако је у складу са законом, она припадала Рајху. Шиндлер је организовао продају таквих ствари на црном тржишту. Ниједно од ових хапшења није довело до суђења, пре свега због тога што је Шиндлер подмићивао владине званичнике како би обуставили даљу истрагу.
Како се Црвена армија приближавала Аушвицу и другим најисточнијим концентрационим логорима, СС је започео евакуацију преосталих заробљеника на запад. Лични секретар Амона Гота, Митек Пемпер, упозорио је Шиндлера да нацисти планирају да затворе све фабрике које нису директно повезане са ратним напорима, укључујући и Шиндлерову фабрику посуђа. Пемпер је убедио и охрабрио Шиндлера да уместо производње посуђа почне са производњом антитенковских граната у настојању да спасе Шиндлерове јеврејске раднике. Након што му је дојављено да ће фабрика бити затворена, Шиндлер је убедио СС званичнике да му дозволе да пребаци својих 1.200 јеврејских радника у Брњенец, у Судетској области, спасивши их тако од сигурне смрти у гасним коморама. Митек Пемпер му је помогао тако што је написао и откуцао списак од 1.200 Јевреја, међу којима је било 1.000 Шиндлерових радника и 200 других затвореника. Они су послати у Брњенец у октобру 1944.
У Брњенецу, Шиндлер је стекао власништво над још једном бившом јеврејском фабриком, која је требало да производи ручне бомбе и делове за ракете V-2. Нејасно је, међутим, колико је наоружања заправо произведено у фабрици. Шиндлер и неки од радника, тврдили су непосредно након рата да није било производње која би била корисна за Немце, па чак и да су неки или сви производи намерно учињени неисправним.

## После рата
Шиндлер и његова супруга су побегли у америчку окупациону зону у Аустрији, избегавши судско гоњење и носећи писмо које је сведочило о њиховим херојским акцијама. Шиндлер је до краја рата потрошио целокупно своје богатство на подмићивање и набавку намирница за своје раднике на црном тржишту. Практично осиромашен, накратко се преселио у Регензбург, а касније и у Минхен, али није се обогатио у послератној Немачкој. Чак напротив, био је приморан на то да прима помоћ од јеврејских организација. На крају Шиндлер је 1948. емигрирао у Аргентину, где је банкротирао. Оставио је своју супругу Емили 1957. и вратио се у Немачку 1958, где је имао низ неуспешних пословних подухвата. Шиндлер се скрасио у малом стану у Франкфурту на Мајни и поново покушао да, уз помоћ јеврејских организација, оснује фабрику цемента. И овај посао је пропао 1961. године. Његови пословни партнери су окончали партнерство са Шиндлером. Од 1968. је почео да добија малу пензију од западнонемачке владе.
Шиндлер је 1971. прешао да живи са пријатељима у Хилдесхајму. Због срчаних проблема одведен је 12. септембра 1974. у болницу Свети Бернард у Хилдесхајму, где је и преминуо 9. октобра 1974. у својој 66. години. Умро је без болова; трошкови његовог лечења су плаћени из фонда града Хилдесхајма.
Шиндлер је желео да буде сахрањен у Јерусалиму, пошто је говорио: „Моја деца су овде“. После реквијема, Шиндлер је сахрањен на фрањевачком гробљу на Сионској гори, поставши једини члан Нацистичке партије који је добио ову част. Један знак на улазу у гробље упућује посетиоце на гроб Оскара Шиндлера.
Шиндлеров гроб се налази на падини испод Сионске капије и зидина Старог града. Каменчићи на његовом гробу су знак захвалности јеврејских посетилаца, према јеврејској традицији, иако Шиндлер није био Јевреј. На натпису на његовом гробу, на хебрејском језику пише: Праведници међу нацијама, што је почаст којом држава Израел описује не-Јевреје који су ризиковали своје животе током холокауста да спасу Јевреје од нацистичког уништења. Натпис на немачком језику каже: Незаборавни спасилац 1000 прогоњених Јевреја.
Нико не зна који су били Шиндлерови мотиви. Цитиран је да је говорио „Познавао сам људе који су радили за мене… Када познајете људе, морате се понашати према њима као према људским бићима."
Писац Херберт Стајнаус, који је интервјуисао Шиндлера 1948. по захтеву неких од преживелих Шиндлерових Јевреја је написао:
| „                  | Изузетно дело Оскара Шиндлера је потицало од елементарног осећања пристојности и људскости у које наше префињено време ретко верује. Покајнички опортуниста је угледао светлост и побунио се против садизма и злочина свуда око њега. Закључак може бити разочаравајуће једноставан, посебно за све психоаналитичаре аматере који би прижељкивали дубљи и тајанственији мотив, који би, чак и ако је тачан, остао неистражен и нецењен. Али један сат са Оскаром Шиндлером подстиче веровање у простији одговор. | ” |
| — Херберт Стајнаус | |   |

## Шиндлерова комеморација
Године 1963, Шиндлер је одликован у Израелу у Јад Вашем меморијалном центру као Праведник међу нацијама. Ту награду Јеврејска држава додељује изузетно ретко. Награда се данас додељује праведној особи која, углавном кроз писање, подстиче на прихватање Јевреја и Јеврејске државе и исмева и маргинализује антисемитизам. У оно време, Шиндлер је био тек трећи хришћанин који је добио то признање, и несумњиво једини бивши члан НСДАП-а који је добио то признање. Добио је част да посади дрво у Авенији праведних.
Шиндлерова прича, коју је испричао преживели из Холокауста, Полдек Пфеферберг, била је основа за књигу Томаса Кинилија, Шиндлерова арка, која је касније преименована у Шиндлерова листа. Ту књигу је Стивен Спилберг 1993. адаптирао у филм Шиндлерова листа. Шиндлера је у филму глумио Лијам Нисон, који је 1993. био номинован за Оскара за најбољег главног глумца за ту улогу. Филм је исте те године освојио Оскара за најбољи филм, а редитељ, Стивен Спилберг, Оскара за најбољег редитеља. Уз та два, филм је освојио још пет Оскара, за најбољи сценарио, сценографију, фотографију, монтажу и музику, што је укупно седам. Вишеструко награђивани филм имао је и пет номинација; најбољи главни глумац - Лијам Нисон, споредни глумац - Ралф Фајнс, као и номинације за костиме, шминку, звук.
Проминенција Спилберговог филма представила је Шиндлера популарној култури. Пошто је некима филм једини извор знања о Шиндлеру, важно је напоменути да је он стварно био онакав како га је Спилберг приказао у филму: као човека који је вођен профитабилним аморалом, али који касније у себи доноси врло важну одлуку да је спасавање својих јеврејских радника важније од профита, а да би то учинио некад је морао и да да велике своте новца нацистичким званичницима да би му пустили да их он спашава. Док је Спилберг користио мало филмске слободе, Оскар Шиндлер је изгледа стварно био редак случај неромантизованог историјског протагонисте. Шиндлер је, заправо, потрошио већину свог богатства и искључио је себе из било којег политичког положаја у својој држави, само да би спасио животе својих јеврејских радника.
Шиндлер је постао симбол спашавања Јевреја у Другом светском рату, па се и за друге њихове спасиоце често употреби назив „Шиндлер“, нпр. „кинески Шиндлер“, „јапански Шиндлер“, „шведски Шиндлер“, „британски Шиндлер“.